# Cellatica (vino)
Il Cellatica è un vino rosso DOC della provincia di Brescia, la cui produzione è consentita in un'area che comprende in tutto o in parte il territorio dei comuni di Rodengo Saiano, Gussago, Cellatica, Collebeato e Brescia.

## Caratteristiche organolettiche
- colore: rosso rubino brillante
- odore: vinoso, tipico
- sapore: sapido, asciutto, con retrogusto leggermente amarognolo

## Storia
L'antica vocazione vitivinicola di Cellatica è testimoniata dal suo toponimo (in latino la cella vinaria è appunto la cantina), ma le prime menzioni letterarie del vino di Cellatica risalgono al XVI secolo.
Teofilo Folengo, frate benedettino e umanista, uno dei padri nobili della letteratura enogastronomica italiana, menziona il vino di Cellatica nelle sue Maccheronee: "E insieme vi furono il mangiaguerra e la vernaccia di Volta e quella di cui si vanta la bresciana Cellatica".
Un'analisi più scientifica è quella di Andrea Bacci, medico di corte di papa Sisto V, che alla fine del XVI secolo dice a proposito dell'agricoltura dell'Italia settentrionale: “... oserei dire che il territorio di Brescia supera il resto della regione trans-padana nella fecondità di ogni frutto, ma specialmente nei vini ... Vini bianchi, rossicci e rossi, moscatelli e vernaccie, queste ultime specialmente squisite in quel di Cellatica, emule di vini greci, esportate con gran guadagno a Milano e in Germania e, talvolta, anche a Roma ...”. 
Nell’Atlante Economico Geografico del senatore Arturo Marescalchi, edito nel 1911, è riportato fra i vini della provincia di Brescia (quelli commercialmente più noti) il Cellatica, che si poteva trovare nei migliori ristoranti e nella lista dei vini pregiati delle maggiori case vinicole lombarde
Nel 1934 si costituisce il consorzio Produttori Vino di Cellatica, aderente alla Federazione Provinciale degli Agricoltori, che chiude rapidamente a causa di divergenze tra i soci. Il 9 febbraio 1952, circa trent’anni dopo i primi tentativi di cooperazione, nasce la “Cooperativa Vitivinicola Cellatica Gussago”, che nel 1994 entra a far parte del Consorzio Franciacorta.
Il 19/04/1968 il Cellatica ottiene la DOC, tra i primi vini della Lombardia a raggiungere questo traguardo.

## Abbinamenti consigliati
Si abbina a primi piatti, risotto ai funghi, salumi, carni rosse, grigliate.

Temperatura di servizio 16 - 18 °C.

## Produzione
Provincia, stagione, volume in ettolitri
- Brescia  (1990/91)  1095,0
- Brescia  (1991/92)  1164,0
- Brescia  (1992/93)  2135,0
- Brescia  (1993/94)  1242,0
- Brescia  (1994/95)  1135,78
- Brescia  (1995/96)  1020,88
- Brescia  (1996/97)  1155,14